# Історія Запоріжжя

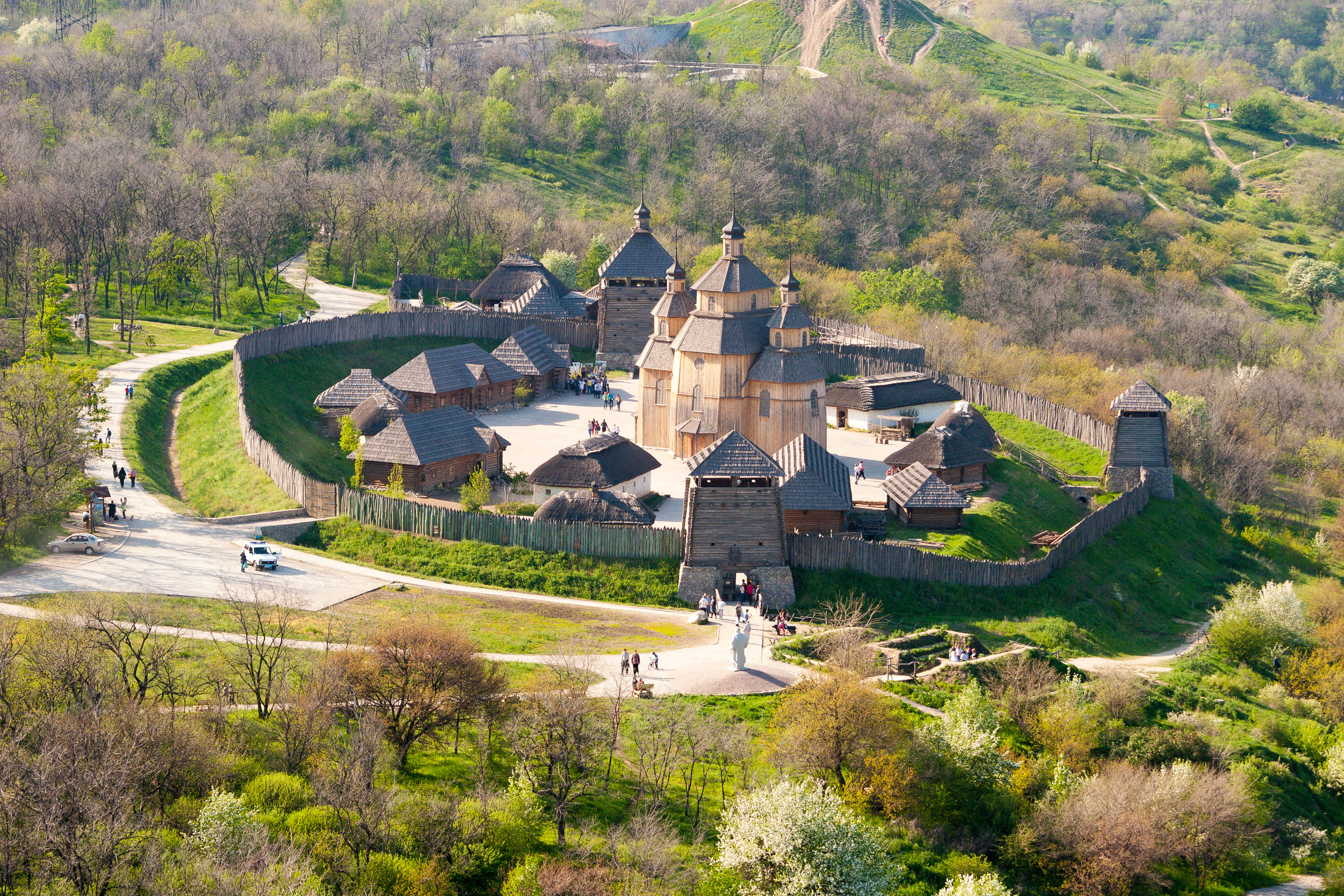
Сучасна реконструйована Запорозька Січ з висоти польоту на острові Хортиця

Запоріжжя — має багатолітню історію. За свідченням археологів, поселення на території сучасного Запоріжжя відомі з часів Середньостогівської культури (5 до — середина 4 тисячоліття до н. е.) — залишки давнього поселення були знайдені на північно-східному кутку острова Хортиці. Іншим відомим археологічним пам'ятником є вознесенський комплекс — кам'яна споруда, яку пов'язують з хозарами, булгарським ханом Аспарухом (VII століття) або Князем Святославом Ігоровичем (X століття).
У Х столітті за часів Київської Русі за князювання Ігоря і візантійського імператора Костянтина VII Багрянородного на території сучасного міста існували переправи через Дніпро — це Крарійський перевіз в районі острова Хортиця (острів Святого Григорія), Кічкаський перевіз (з тюркської «кічкас» — перевіз, на картах XVIII століття — Велика татарська переправа). На південній околиці острова Хортиці існував перевіз та місто Протолче, між гирлами річок Мокра Московка і Нижня Хортиця діяв Дніпровий брід.
У 1103 році в районі острова Хортиця отримали переломну перемогу над половцями руські князі Святополк Київський і Володимир.
У XV—XVII століттях місцевість міста входила до Запорожжя — краю вольностей запорозьких козаків. Першою і єдиною Січчю, розташованою безпосередньо в межах сучасного міста, була Хортицька. Вона була заснована в 1552 році шляхтичем Дмитром Вишневецьким на острові Мала Хортиця (Байда), однак 1557 року була зруйнована османо-татарським військом.
У 1734—1775 роках територія Запоріжжя входила до Самарської паланки і правобережжя — до Кодацької паланки. 1770 року на місці сучасного Запоріжжя була закладена Олександрівська фортеця Дніпровської лінії, завершення її будівництва у 1775 році збіглося зі знищенням останньої Запорозької січі — Підпільнянської, за ініціативи Григорія Потьомкіна.

## Заснування міста

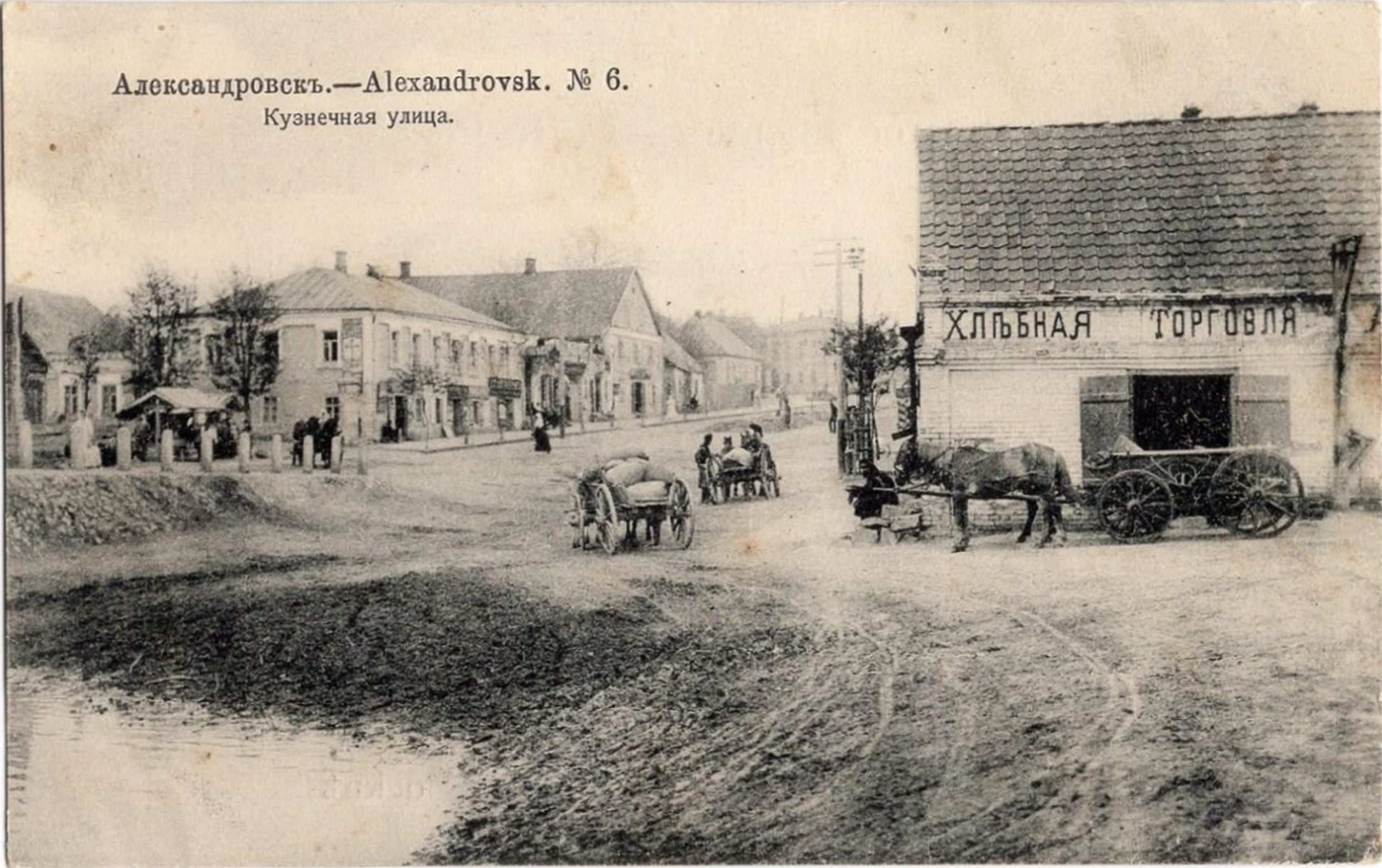
Олександрівськ у XIX столітті

Мапа Олександрівська на початку XX століття

Формування сучасного міста пов'язане з Олександрівською фортецею, яку було закладено 1770 року як один із стратегічних об'єктів Дніпровської лінії — системи прикордонних укріплень, збудованої для оборони південних кордонів Російської імперії від нападів османів і татар. За даними Статуту громади міста Запоріжжя: «Виникнення міста пов'язане зі спорудженням 1770 року Олександрівської фортеці».
Ціла низка державних актів теж із цим згодна. І, відповідно, днем народження міста можливо було б проголосити 28 серпня — саме в цей день 1770 року було закладено Олександрівську фортецю. Будівництво фортеці було завершено у 1775 році. Фортеця і форштадт були пунктами зупинок для російських військ, які прямували до Криму. При фортеці було влаштовано в'язницю.
Навколо фортеці почав формуватися так званий «фурштат», де селилися будівельники-селяни, каторжники, обслуговчий персонал фортеці, відставні солдати. У 1778 році фортеця отримала статус повітового міста, щоправда, 1783 року повіт був скасований. Станом на 1781 р. у місті проживало 7 купців, 329 міщан, тут щорічно відбувалось 4 ярмарки. В 1785 році Олександрівський фурштат став посадом, тобто поселенням міського типу, отримавши право на відкриття міських установ. Першим з них стала ратуша.Першим бургомістром, (або «городовим отаманом», як називали його городяни) став міщанин Микола Коронфель.
27 червня 2014 року, відповідно з рішеннями Запорізької міської ради «Про уточнення дати заснування Запоріжжя» прийнято остаточний звіт робочої групи з уточнення дати заснування міста і змінена офіційна дата заснування. Робоча група прийшла до висновку, що роком заснування міста вважається 952 рік на підставі трактату візантійського імператора Костянтина VII Порфіеродного «Про управління імперією», як першої писемної згадки про існування городища на обох берегах Дніпра і острів Хортиця.

## За часів Російської імперії

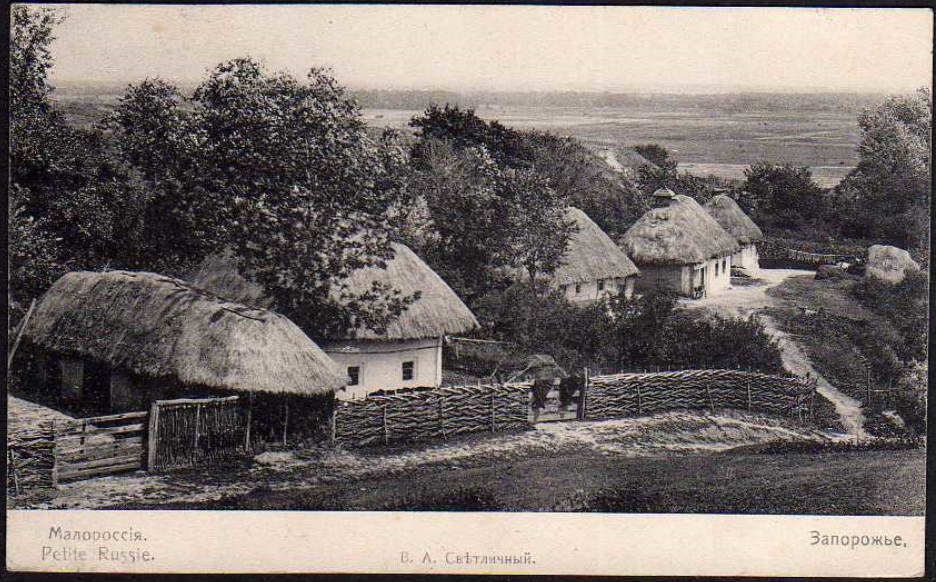
Мазанки форштадта Олександрівськ

Карта німецьких поселень поблизу Олександрівська, (1914)

Після остаточного захоплення Криму росіянами Дніпровська лінія втратила військове значення і була скасована. Разом з тим зростання торговельної ролі Одеси та зміна напрямків головних торговельних шляхів не сприяла швидкому розвитку міста. Попри це, російська влада була зацікавлена у розвитку Олександрівська.
У 1796 році, за завданням фаворита Катерини ІІ П. Зубова, було розроблено та затверджено проект перетворення Олександрівська в одне з найбільших міст регіону.
5 червня 1806 року Імператорським указом Олександрівськ отримав статус повітового міста Катеринославської губернії.
У 1811 році Олександрівську було пожалувано герб.
На околицях міста існували поселення переселенців з Німеччини, які прибували на запрошення Катерини ІІ з 1787 року. Так, на північний захід від міста Олександрівська раніше існувало село Вознесенка (сучасна територія м. Запоріжжя), а також низка німецьких менонітських колоній Хортицької волості: Кічкас (Ейнлаге), колонія Хортиця, Розенталь, Шенвізе тощо.
У 1850 році у військово-статистичному огляді писалося:
|  | Олександрівськ — на місці Олександрівської фортеці. При заснуванні міста в цьому місці малося на увазі, що перебуваючи поблизу Дніпра і нижче порогів, воно може отримати велику вигоду від збереження та відправлення хліба та інших припасів водою. Однак місто упродовж 30 років не зробило нічого успішного ні в населенні, ні в улаштуванні: причиною того треба думати є як віддаленість його від важливої переправи через Дніпро при колонії Кічкас, так і сусідство з Нікополем, що користується вигіднішою для торгівлі і промислу місцевістю. Положення міста на краю настільки великого повіту невигідно і в адміністративному відношенні, а віддаленість від Дніпра ускладнює постачання водою. Обороти на ярмарках до 200 000 руб. У місті є повітове і парафіяльне училище. |

У 1873 році завдяки проведенню через місто залізничної лінії Москва — Севастополь, Олександрівськ перетворився в один з великих транзитних пунктів по перевезенню вантажів, у першу чергу хліба. До нього направлялись потоки вантажів з навколишніх населених пунктів, для того щоб далі перевезти їх вже залізницею. Активізувався розвиток промисловості. Завдяки появі з середини XIX століття нових промислових підприємств Олександрівськ поступово став одним з основних центрів сільськогосподарського машинобудування.
У 1880 році відкрився завод Я. Бадовського, у 1887 році — Леппа і Вальмана, у 1890 році — створюється Олександрівська машинобудівна компанія, у 1891 році — розпочав роботу завод О. Циглера, у 1894 році — І. Кацена.
Подальший поштовх для розвитку промисловості дало місту спорудження у 1902 році залізниці, що поєднала місто з Криворізьким та Донецьким басейнами. Станом на 1897 рік в Олександрівську проживало майже 19 тис. чоловік, а напередодні першої світової війни населення міста досягло вже 63,6 тисяч чоловік. За даними перепису (1897) в місті мешкали 18849 чоловік, у тому числі українці — 8 101, євреї — 5 248, росіяни — 4 667. На початку XX століття в місті налічувалось 8 тис. будинків, 95 вулиць, 7 з яких були забруковані.
У 1893—1904 роках в Олександрівську було побудовано водогін від річки Мокрої Московки до центру. Станом на 1910 рік довжина водогону досягла 14 км. Вода подавалася до будинків заможних городян у центрі Олександрівська. У 1910 році побудована перша в місті електростанція. У місті діяли 20 початкових загальноосвітніх шкіл, 5 реальних та 5 коммерційних училищ, 2 чоловічі та жіноча класичні гімназії.
У 1905 році Олександрівськ, як і чимало інших міст Російської імперії, став центром робітничих страйків, які 11-14 грудня переросли у збройне повстання, придушене імперськими військовими. Того ж року в місті відзначився єврейськими погромами Союз Михаїла Архангела.

## Розпад імперії та Українська революція

### Перша світова війна
У 1914 році, з початком Першої світової війни, ряд місцевих підприємств почали випускати продукцію для військових потреб. До міста евакуюються підприємства з західних околиць Російської імперії — у 1914 році з Варшави було перебазовано авторемонтні майстерні, в 1915 році — завод акціонерного товариства «Борман, Шведе і Ко», у 1916 році з Петрограда було евакуйовано завод авіаційних моторів акціонерного товариства ДЕКА (нині — ВАТ «Мотор Січ»), з Риги було перевезено дротово-цвяховий завод (тепер — ВАТ «Сталепрокатний завод»).
Зростання військового виробництва супроводжувалось прибуттям великої кількості біженців та евакуйованих, чисельність населення Олександрівська зростає і наприкінці 1916 року становить 72,9 тис. осіб. Погіршення умов життя через брак сільськогосподарського виробництва призводить до підвищення соціальної напруги у місті. Розквартирування на території краю військових частин, утримання яких стало тягарем для місцевого населення, накопичення біля залізничних станцій вантажів, підвезення яких стало однією з повинностей жителів стає причиною росту антивоєнних настроїв, збільшення кількості антивоєнних страйків та інших проявів невдоволення владою.
Після Лютневої революції влада на місцях Тимчасовим урядом була передана головам губернських земських управ — губернським комісарам. У своїй діяльності вони спиралися на вже існуючі органи місцевого самоврядування та громадські комітети, що виникли в перші дні після революції.
В Олександрівську вибори до міського громадського комітету відбулись у березні 1917 року. Вже у липні 1917 року відбулись вибори до Олександрівської міської думи. У результаті виборів в Олександрівську думу перемогу отримав соціалістичний блок (до нього входили російські меншовики та есери). За них проголосували майже 60 % виборців. Друге і третє місце поділили між собою єврейський та український соціалістичний блок.

### Українські визвольні змагання
Події Української революції (весна-осінь 1917 року) знайшли відображення і в Олександрівську. У Запорізькому краї активно діяли українські національні партії, у першу чергу УСДРП та УПСР, активізувалася діяльність товариства «Просвіта». Після оприлюднення 7 листопада 1917 року III Універсалу Центральної Ради, 22 листопада 1917 Олександрівська рада більшістю своїх голосів (147 проти 95) ухвалила рішення про інтеграцію в Українську Народну Республіку, де місто увійшло до адміністративно-територіальної одиниці Січ.
Натомість місцеві більшовики не погодилися з рішенням Ради і почали збройне захоплення влади у місті. Бої між військами Центральної Ради та більшовиками тривали в Олександрівську з 12 по 15 грудня і завершились перемогою військ Центральної Ради. На боці місцевих більшовиків виступили більшовицькі загони під командування Анисимова, на боці української влади — частини 48-го донського козачого полку, кавалерийські ескадрони кримських татар. Однак, вже у січні 1918 року, місто було взято анархістами за підтримки загонів балтійських матросів, червоногвардійців з Москви, Петрограда та Катеринослава. На чолі «революційного комітету» в Олександрівську стали Маруся Нікіфорова та Нестор Махно. Більшовики розпочали політику, спрямовану на докорінну зміну існуючих соціально-економічних відносин. Розпочалася конфіскація великих та середніх промислових підприємств. Так 21 січня 1918 року було конфісковано завод ДЕКА. Розпочалися конфіскації, контрибуції, реквізиції майна, будинків промисловців, купців, домовласників.
Невдовзі після укладання Берестейського миру 18 квітня 1918 року місто було відвойовано силами Запорізького корпусу Армії УНР за підтримки німецьких загонів.
У листопаді 1918 року, в результаті антигетьманського повстання, влада у місті перейшла до Директорії. До міста увійшли частини Катеринославського республіканського коша під командуванням М. Горобця. Однак уже у грудні 1918 року було остаточно втрачено Українською державою під натиском більшовицьких сил.

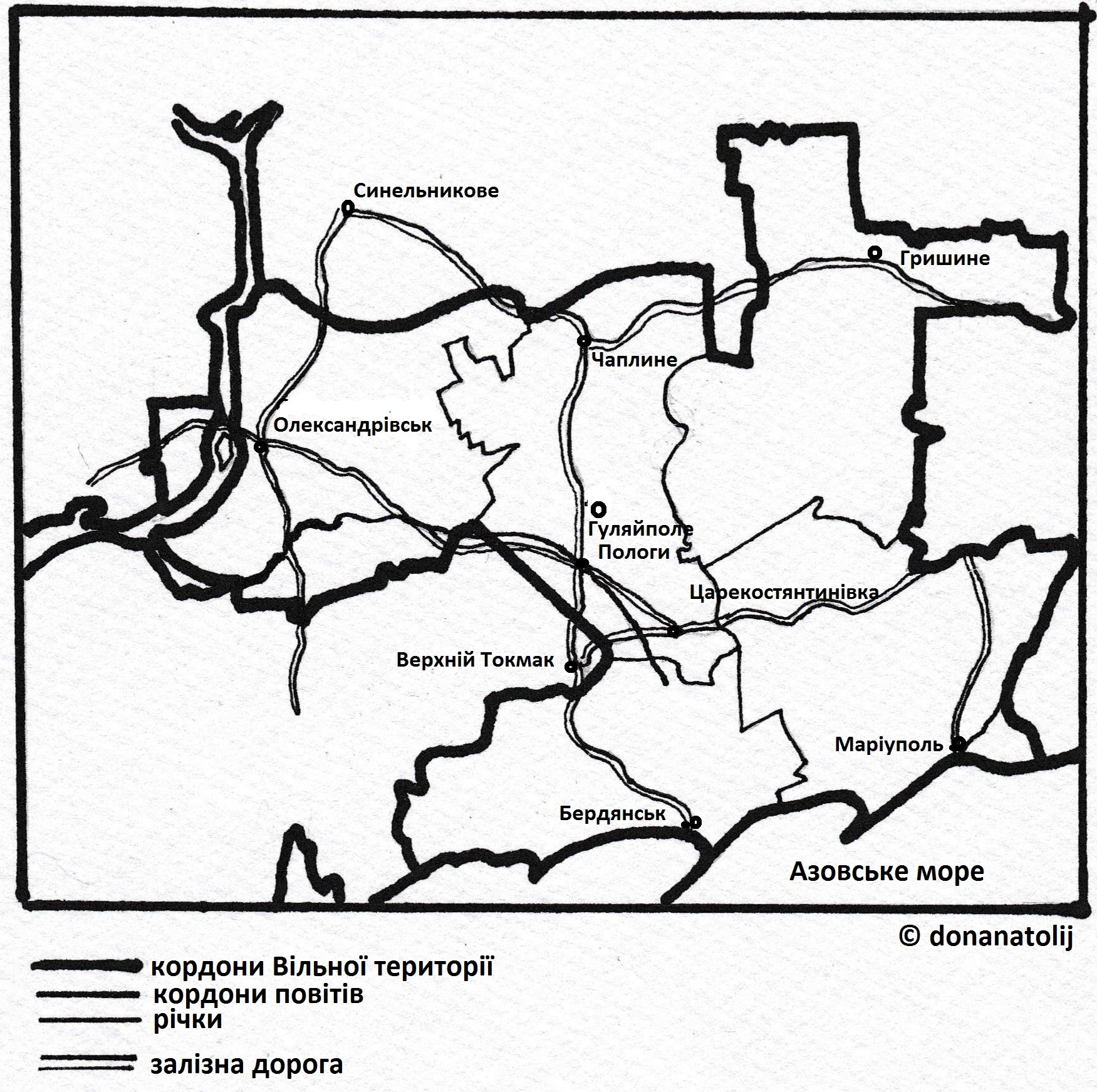
Вільна територія зі слів Віктора Білаша: «Центр Махно — це Гуляйпільський повіт, а махновщини — Гуляйпільський, Гришинський, Маріупольський, Олександрівський і Бердянський повіти»

 Протягом наступних двох років місто стало ареною бойових дій між більшовиками, білогвардійцями та махновцями. Вперше білогвардійським військам вдалося відвоювати місто у 10 липня 1919 року. Політика нової влади (терор, реквізиції, примусова мобілізація до армії, повернення землі попереднім власникам і т. д.) призвела до зростання невдоволення населення та активізації повстанського руху. Створювались загони як радянського так і махновського спрямування.

Кічкаський міст, який підірваний махновцями під час відступу в січні 1920 року

У жовтні білогвардійців були витіснені загонами Нестора Махна. Під контролем махновців опинилась величезна територія, зокрема Кривий Ріг, Нікополь, Олександрівськ, Мелітополь, Каховка, Маріуполь, Катеринослав, що створило сприятливі умови для контрнаступу Червоної армії. Для того щоб відірвати махновців від їх бази радянське командування видало наказ про відправку махновської армії на польський фронт. Натомість Нестор Махно висунув вимогу визнати автономію Катеринославської і Таврійської губернії та підписати військовий договір між махновцями та Червоною армією. Така позиція не задовольнила більшовицьке керівництво і більшовики розпочали збройний наступ.

## Радянська окупація

### 1920—1941
Взимку 1920 року більшовики відвоювали Олександрівськ. Значною мірою успіх більшовиків пояснюється тим, що рядові повстанці не бажали воювати з радянськими військами, не вбачаючи у них загрози.
19 вересня 1920 року містом заволоділи білогвардійські війська під командуванням Врангеля, проте у жовтні 1920 року більшовики остаточно встановили в Олександрівську радянську владу.

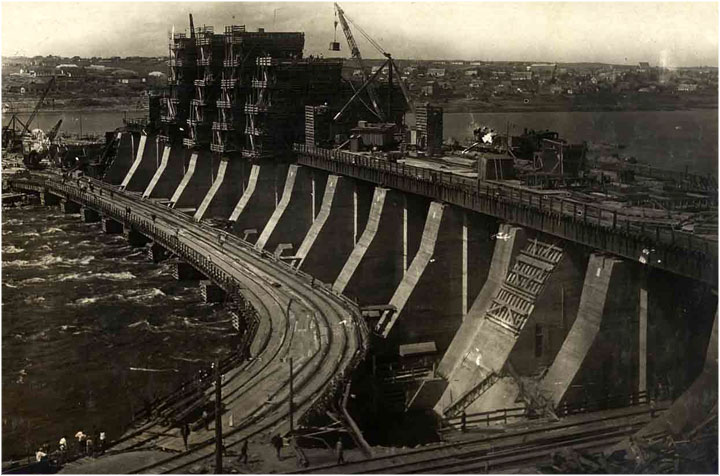
Будівництво ДніпроГЕС (1934)

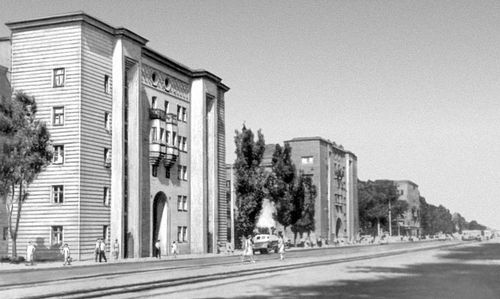
Житлові будинки Соцміста (1936)

28 березня 1921 року губернія стала називатися Запорізькою, того ж року місто перейменували в Запоріжжя.
З 15 вересня 1930 року місто Запоріжжя було виділене як окрема адміністративно-територіальна одиниця, яка була підпорядковано безпосередньо центру.
У 1927 році неподалік Запоріжжя було розпочато будівництво Дніпровської ГЕС — найпершої із Дніпровського каскаду гідроелектростанцій, яка й визначила долю міста, як великого індустріального центра. Ще в 1928 році професор Іван Александров звернув увагу на необхідність плану розвитку міста навколо споруджуваного Дніпровської ГЕС. У конкурсі проєктів забудови міста брали участь група архітекторів під орудою Щусева, яка пропонувала розвивати місто уздовж берегової лінії Дніпра, та група Б. В. Сакуліна, яка вважала за доцільне забудувати острів Хортиця. Остаточний проект розвитку міста був підготовлений новоствореним Державним інститутом проектування міст і затверджений Народним Комісаріатом Комунального Господарства 29 квітня 1932 року. Проект передбачав «паралельний» розвиток міста, при якому старе місто втрачало структуроутворчу функцію і лишалося лише автономною одиницею цілісного містобудівного утворення.
10 жовтня 1932 року перший гідроагрегат ДніпроГЕСу було введено в експлуатацію, а до 1939 року стали до ладу всі 9 гідроагрегатів станції загальною потужністю 560 тис. кВт. Паралельно в місті з'являлися нові підприємства — завод листових сталей («Запоріжсталь»), коксохімічний, алюмінієвий, феросплавів, завод інструментальних сталей (тепер «Дніпроспецсталь»). Запоріжжя стає одним із центрів з виробництва чорних та кольорових металів, важкої промисловості та електроенергетики Радянського Союзу.
1 травня 1933 року Дніпровським шлюзом вперше пройшов пароплав за маршрутом Київ — Херсон.
Наприкінці 1940 року в місті мешкало 300 тис. осіб. Місто мало розгалужену мережу водогону довжиною 226 км, 76 км каналізації, важливим транспортним засобом став трамвай (протяжність ліній досягала 75 км). Парки і сади займали майже 324,9 га. Діяла телефонна станція на 7,7 тис. номерів, 3 радіовузла.

### Друга світова війна

ДніпроГЕС після підриву радянськими військовими (1941)

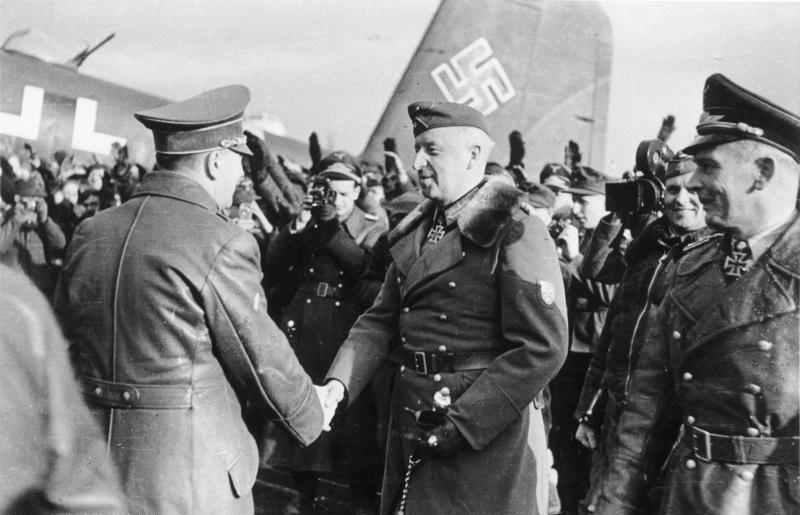
Зустріч Гітлера і фельдмаршала фон Манштейна в Запоріжжі
(на передньому плані зліва на право: А. Гітлер, Е. фон Манштейн і генерал Люфтвафе В. фон Ріхтховен)

У роки Другої світової війни місто протягом двох років — з 4 жовтня 1941 по 14 жовтня 1943 знаходилось під владою німецьких окупантів (у межах сучасного Запоріжжя існували дві нацистські округи — запорізька і хортицька). Перше бомбардування Запоріжжя німецькі війська вчинили 22 липня 1941 року, а 18 серпня 1941 року німецьким військам вдалося захопити правобережну частину міста і розпочати наступ на острів Хортиця.
Того ж дня радянськими військами було підірвано спочатку міст, що з'єднував Хортицю з правим берегом Дніпра, а потім, за спеціальним наказом із Москви групі військових очолюваній військовим інженером Борисом Еповим було здійснено підрив греблі Дніпровської ГЕС. В результаті вибуху 20 тонн толу у греблі виникла пробоїна завдовжки 135 метрів, через яку ринула вниз багатометрова хвиля. Завдяки тому, що підривна акція проводилася таємно, без оповіщення населення і військ, потік води спричинив багатотисячні жертви як з боку цивільного населення, так і червоноармійців, що були зосереджені в берегових районах острову Хортиця. Виконавці були прийняті за диверсантів і арештовані радянською контррозвідкою, але після втручання їх керівництва звільнені. Одночасно були підірвані й електрогенератори, в результаті чого діяльність промислових підприємств Запоріжжя було паралізовано. За дослідженнями історика В. М. Мороко, у висадженні греблі не було жодної необхідності, і трагедія 18 серпня стала однією з ілюстрацій ставлення радянської держави до своїх громадян.
Захоплення міста німецьким військам вдалося здійснити 4 жовтня 1941 року. Німецькі будівельні частини відновили зруйновану частину греблі, а влітку 1942 року запустили нове обладнання гідроелектростанції німецького виробництва. Запоріжжя займало значне місце у планах німецького командування, місто декілька разів відвідував Адольф Гітлер. Для оборони міста від радянських військ німці спорудили Східний оборонний вал, підсилений мережею дотів та протитанковим ровом завширшки 5-6 м і глибиною 3-4 м, на найнебезпечніших ділянках було влаштовано мінні поля.
12-14 жовтня 1943 року місто було деокуповано силами 8-ї гвардійської армії генерала Василя Чуйкова. Штурм міста увійшов в історію як перший успішний нічний танковий штурм великого міста. Пізніше цей досвід був використаний при штурмі Зеєлівських висот під час взяття Берліна. Острів Хортиця та правобережна частина міста були відвойовані до 30 грудня 1943 року. При обороні правобережної частини міста німецькі війська намагалися підірвати греблю ДніпроГЕСу, однак радянським розвідникам вдалося знешкодити дріт, який вів до вибухівки і в такий спосіб запобігти руйнуванню греблі. Пізніше подвиг радянських солдатах було увічнено у численних пам'ятниках, а їх імена — в назвах запорізьких вулиць.

### Повоєнні роки

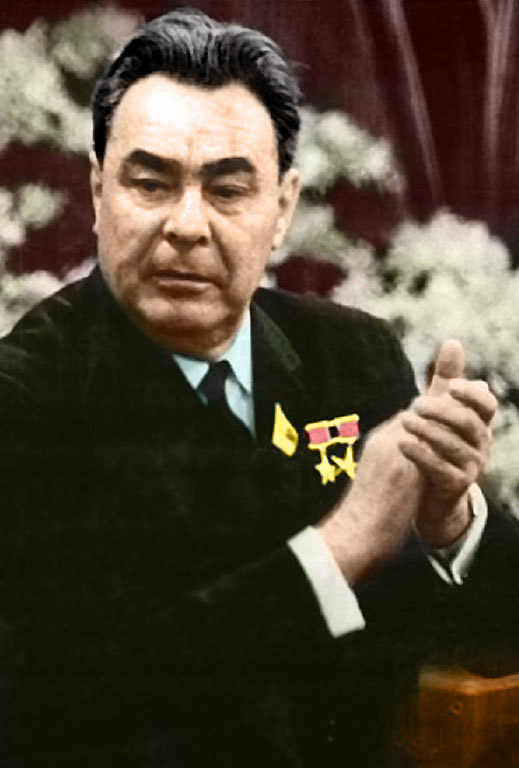
Леонід Брежнєв — перший секретар Запорізького обкому партії (з 30 серпня 1946 по листопад 1947 рр.)

В повоєнні роки місто активно відбудовувалося. У 1947 році було відновлено роботу Дніпровської ГЕС, до 1949 року відновлено «Запоріжсталь», до кінця 1950 року на 90 % відновлений житловий фонд, відбудовані і розширені навчальні приміщення машинобудівного та педагогічного інститутів, а також середніх навчальних закладів. На початку 1950-х років збудовано Концертний зал імені Михайла Глінки.
У 1950—1960-х роках були закладені житлові масиви Вознесенка, Космічний мікрорайон та Шевченківський, у 1970-х роках — Хортицький, Бородінський, Осипенківський та Південний. Введено в експлуатацію трансформаторний завод, заводи високовольтної апаратури, «Запоріжкабель» та «Перетворювач», у Хортицькому мікрорайоні відкритий новий пивзавод. На лівому березі було споруджено ДніпроГЕС-2, що збільшив потужність електростанції вдвічі, а також однокамерний судноплавний шлюз. У 1983 році відкрито музей історії козацтва.
Населення міста до кінця 1980-х років досягло 900 тисяч.

## Незалежна Україна

#### Кінець XX— початок XXI століття
|                                          |  |  |
| Пам'ятна монета НБУ присвячена Запоріжжю |  |  |

5 серпня 1990 року відбувся мітинг Народного руху України, який зібрав близько 1 млн учасників.
У 2004 році в Запоріжжі розпочалось будівництво нових мостів через Дніпро та Старий Дніпро, висота найвищого складає 166 метрів.
1 грудня 2013 року в місті організовано протестний майдан, як реакція на Силовий розгін Євромайдану в Києві.
26 січня 2014 року перед Запорізькою облдержадміністрацією відбувся кількатисячний мітинг, який було розігнано зусиллями працівниками органів МВС та «тітушок».
13 квітня 2014 року відбулася кульмінація серії проросійських виступів у місті. Мітинг антимайданівців на Алеї Слави переріс у сутичку з прихильниками Майдану — частину з прибічників антимайдану оточили, закидали яйцями, борошном та пакетами з молоком, а згодом доправили коридором ганьби до УБОЗу. Події отримали назву «Яєчна неділя».
20 лютого 2015 року на майдані під стінами Запорізької облдержадміністрації було відкрито пам'ятний знак на честь Героїв Революції Гідності.
25 березня 2015 року на сесії Запорізької міської ради перейменовано Площу Жовтневу на Майдан Героїв на честь героїв-майданівців. Проти перейменування площі виступили лише депутати-комуністи, рішення було ухвалене більшістю голосів («За» 53 голоси з 69). Під час сесії зазначалося, що рішення про перейменування площі — ініціатива громади Запоріжжя, яка на цій площі збиралася під час Євромайдану, саме на цьому місці встановлено пам'ятний знак на честь героїв Революції гідності, містяни влаштовують урочисті зустрічі героїв-земляків з війни на сході України.
З 16 квітня 2016 року в Запоріжжі розпочала роботу патрульна поліція.

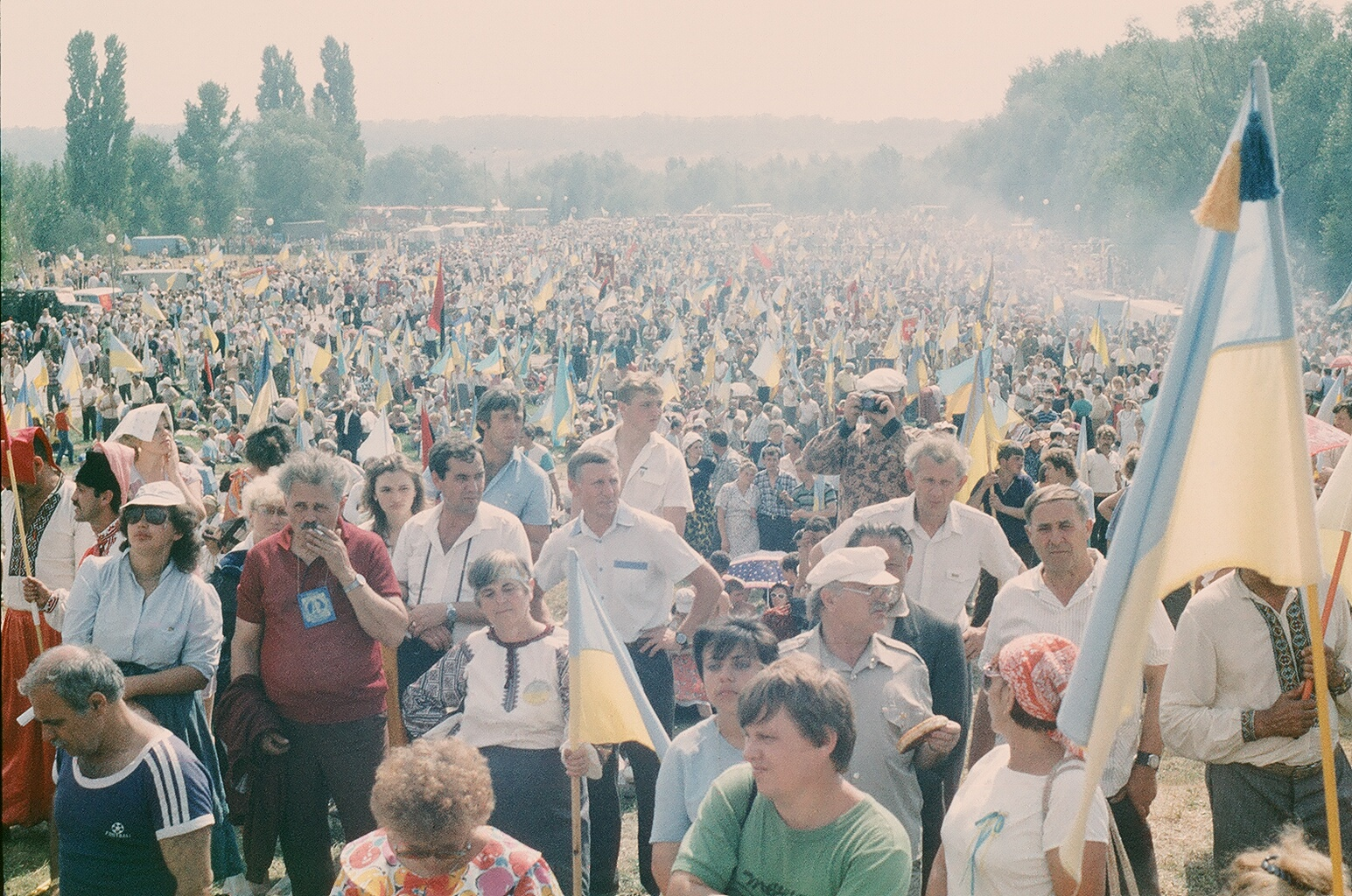
Мітинг Народного руху України в Запоріжжі (5 серпня 1990)
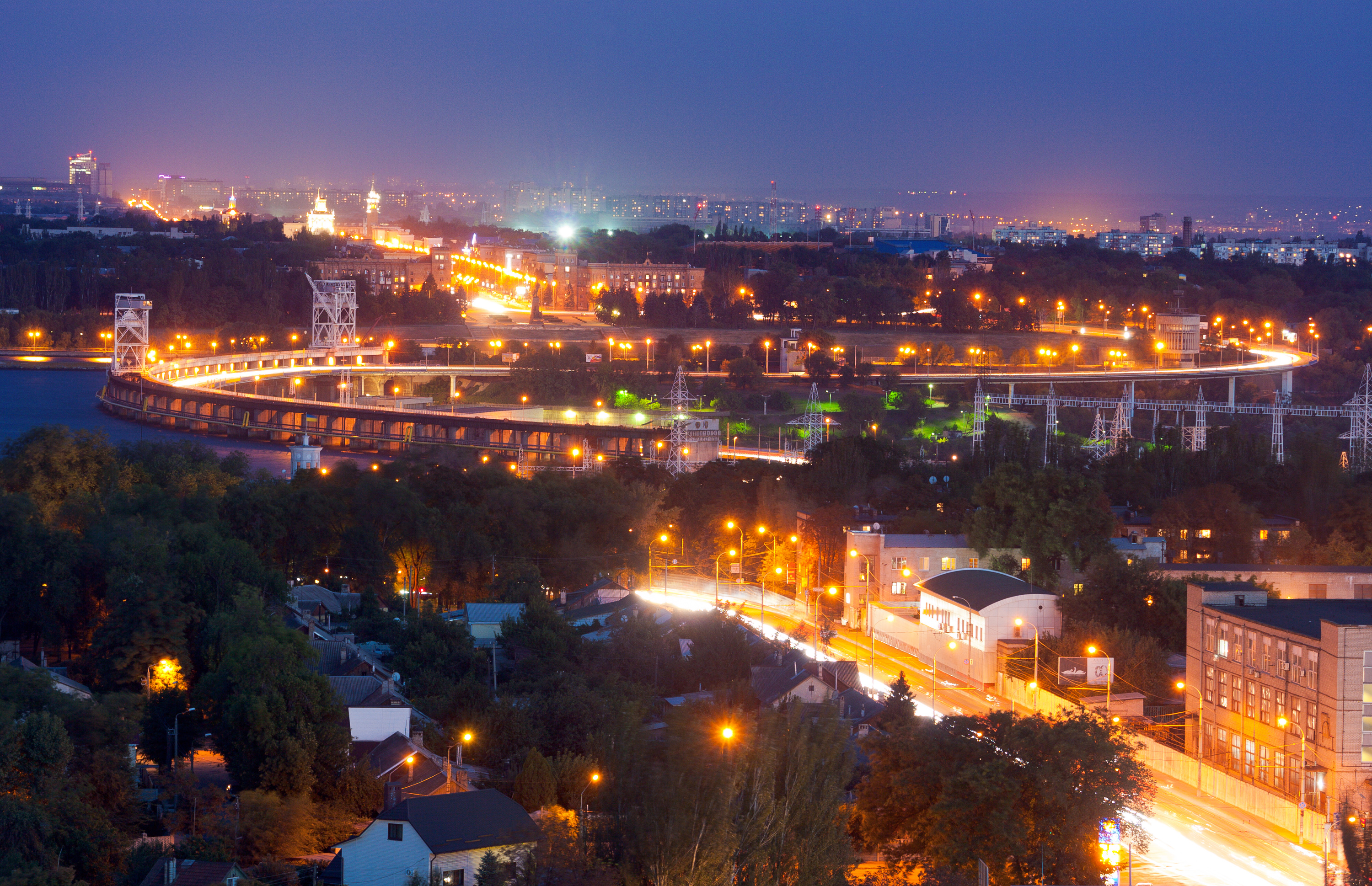
«Змійка» греблі ДніпроГЕС

У 2017 році, за даними видання «Фокус», Запоріжжя у щорічному рейтингу комфортності міст України виявилося на 15-му місці. При складанні рейтингу враховувалися такі критерії, як економічний стан, безпека проживання, інфраструктура міжміського транспорту, якість послуг, екологія. До переваг міста варто віднести вартість житла й оренди квартир, вартість умовного споживчого кошика. У рейтингу Запоріжжя отримало 40,1 бала зі 100 можливих.
Перша підозра на захворювання була ще 11 березня. 47-річна жінка 1972 року народження працювала в Італії, 9 березня вона була госпіталізована, на той час в обласній лікарні знаходилася ще одна людина в якої підозрювали коронавірус — це чоловік старше 50 років, який приїхав із Санкт-Петербурга. Обидва випадки не підтвердилися.
Вже 16 березня у Запоріжжі оголошено карантин, у рамках якого припинили роботу об'єкти громадського користування, крім торговельно-розважальних закладів. Для боротьби з поширенням коронавірусу в бюджеті Запоріжжя додатково передбачено 100 млн грн. Перший випадок інфікування був підтверджений 24 березня..

#### Російсько-українська війна
24 лютого 2022 року, під час російського вторгнення в Україну, місто потрапило під удар російських окупаційних військ. 27 лютого на південних околицях Запоріжжя точилися бої, втрат не було. Того ж вечора російські війська почали обстріл Запоріжжя. 16 березня, близько 05:00, російські окупанти завдали  ракетний удар по інфраструктурі залізничної станції Запоріжжя II, в результаті суттєво були пошкоджені колії, контактна мережа, у будівлях повилітали шибки. У приміських поїздів, що знаходилися біля вокзалу без пасажирів, були  пошкоджені вікна. Відправка усіх приміських поїздів, які вирушали зі станції Запоріжжя ІІ було тимчасово перенесено на вокзал станції Запоріжжя I. 7 квітня мешканці міста відчули вибухи у різних частинах міста у зв'язку з тим, що російські війська намагалися обстріляти місто крилатими ракетами, які потім були збиті силами протиповітряної оборони Запоріжжя. За попередніми даними було збито три крилаті ракети, внаслідок ракетного удару оминулось без  постраждалих та не загиблих. 21 квітня, о 12:45, російські окупанти нанесли ракетний удар біля острова Хортиця, в районі мостів Преображенського. 26 квітня, вранці, на територію одного з підприємств міста влучили дві російські керовані ракети «Калібр». Третя ракета розірвалася у повітрі. Пошкоджень та руйнацій зазнали інфраструктурні об'єкти підприємства. Одна людина загинула, троє зазнали поранень. Пізніше стало відомо, що ракети влучили в непрацююче підприємство. 28 квітня, вранці, російські окупанти завдали ракетного удару по Запоріжжю із застосуванням ракети Х-55 класу «повітря-земля». 25 травня російські окупаційні війська запустили чотири крилаті ракети по місту Запоріжжя. Одну з них збило ППО, інші три завдали удару по цивільним об'єктам Шевченківського та Олександрівського районів. 8 червня з'явилась інформація, що росіяни розмістили в 35 км від Запоріжжя близько 30 танків T-62. 20 червня Родіон Кудряшов, командир підрозділу «Азов», проінформував, що ЗСУ розпочинають наступ на позиції окупантів на Запоріжжі. 13 липня російські загарники двома крилатими ракетами завдали удару по одному з підприємств у Дніпровському районі міста Запоріжжя. Поранено 14 осіб.